# راجر هربرت باور
راجر هربرت باور (انگلیسی: Roger Bower؛ ۱۳ فوریه ۱۹۰۳ – ۹ ژانویه ۱۹۹۰) فرد نظامی اهل بریتانیا بود. وی همچنین برندهٔ جوایزی همچون نشان حمام و نشان امپراتوری بریتانیا شده‌است.